# Хосе Рондо
Хосе Казиміро Рондо Перейра (ісп. José Casimiro Rondeau Pereyra; нар. 4 березня 1773 — 18 листопада 1844) — аргентинський та уругвайський військовий і політичний діяч початку XIX століття.

## Біографія
Рондо народився у Буенос-Айресі, але невдовзі після його народження родина переїхала до Монтевідео, де він отримав початкову освіту. У віці 20 років він вступив до лав збройних сил у Буенос-Айресі, але згодом перевівся до Монтевідео. Під час британського вторгнення у 1806 він потрапив у полон й був висланий до Англії. Після поразки британських військ його відпустили, і він поїхав до Іспанії, де брав участь у боротьбі проти Наполеона. Коли у серпні 1910 року він повернувся до Монтевідео, Рондо вступив до лав сил визволення і став військовим лідером визвольної армії Східного Берега (нині Уругвай). Його військові успіхи у різних боях за Монтевідео принесли йому пост командувача Перуанської кампанії, замінивши на цьому посту Хосе де Сан-Мартіна, який був змушений піти у відставку за станом здоров'я.
У 1815 році Генеральна конституційна асамблея обрала Рондо на Верховного правителя, але через його відсутність у країні він так і не зайняв цей пост. Тоді на цю посаду було призначено Ігнасіо Альвареса Томаса. Після двох поразок у битвах проти іспанських роялістів у Перу Рондо був усунутий від командування у 1816 році. Він повернувся до Буенос-Айреса, де став губернатором і займав цей пост з 5 червня до 30 липня 1818 року. У 1819 році Рондо замінив Пуейредона на посту Верховного правителя, але був змушений піти у відставку за рік через поразку у битві під Сапедою.
Після відставки й відходу від політики Рондо продовжив займатись військовою справою. Він загинув у 1844 році під час облоги Монтевідео.